# Francisco Félix Simaria
Francisco Félix Simaria war ein portugiesischer Musiker und Dirigent.
Er war Violoncellist am Teatro de São Carlos in Lissabon. Von 1876 an war er Dirigent der Sociedade Filarmónica Estrela Moitense in Moita, wo er viele Jahre verbrachte. Später übersiedelte er auf die Azoren.